# Saint-Maixant, Gironde
 Saint-Maixant  là một xã thuộc tỉnh Gironde trong vùng Aquitaine tây nam nước Pháp. Xã này nằm ở khu vực có độ cao trung bình 20mét trên mực nước biển.